# Ehlanzeni
Ehlanzeni – dystrykt w Republice Południowej Afryki, w prowincji Mpumalanga. Siedzibą administracyjną dystryktu jest Nelspruit.
Dystrykt dzieli się na gminy:
- Thaba Chweu
- Mbombela
- Umjindi
- Nkomazi
- Bushbuckridge